# Stau (Wasserstraßen)
Ein Stau (altgriechisch στάσις stasis für „stehen“, „Station“) bezeichnet im Wasserverkehr die Störung eines Verkehrs- oder Transportflusses über einen Transportweg, zum Beispiel Fluss oder Kanal. Mögliche Störungen sind z. B. Engstellen oder sonstige Verkehrsbehinderungen.

## Allgemeines
Von Stau spricht man allgemein, sobald der Verkehrsfluss erheblich behindert ist oder vollständig zum Erliegen kommt. Die Eigenschaften des Transportweges beziehungsweise Kanals wie Kapazität und die Verkehrslenkung einerseits und die Eigenschaften des Transportgutes andererseits sind dabei von großer Bedeutung.
Der Transport ist normalerweise gekennzeichnet durch eine fortgesetzte Belegung und gleichzeitige Freigabe von (Kanal-)Ressourcen. Dieser Vorgang ist bei einem Stau gestört. Folge ist eine fortgesetzte weitere Belegung, aber ohne entsprechende Freigabe. Der Stau ist daher ein selbstverstärkender Vorgang, der durch plötzliches Entstehen z. B. auf Wasserwegen seine Gefährlichkeit ausmacht.

## Ursachen
Ein Stau kann gewollt oder ungewollt sein. Beispiele für einen gewollten Stau ist der Wasserstau an einer Staustufe oder einer Stauanlage: größtenteils zur Stromerzeugung, gelegentlich auch zur Bewässerung.
In der Mehrheit ist der Stau eine ungewollte Erscheinung und kann folgende Ursachen haben:
- Verstopfungen bzw. auch Verengungen der Fahrrinne
- Verkehrsüberlastung
- Verkehrslenkungsmaßnahmen.

Weitere Engstellen sind Schleusen und Schiffshebewerke. Ebenso kann der Kreuzungsverkehr mehrerer Verkehrsarten (Fluss zu Schiene/Straße) an beweglichen Brücken durch Blockabfertigung einen Schiffsstau verursachen.

## Arten
Man unterscheidet zwischen Wasserstau und Schiffsstau. Ein Wasserstau kann, wie oben beschrieben, gewollt oder durch Treibgut oder Umweltverschmutzung fahrlässig verursacht sein.
Ein Schiffsstau ist immer von dem Verhalten der Verkehrsteilnehmer bzw. vom Einsatz der Schiffe durch die Reedereien abhängig. Auch Havarien tragen zur Störung im Verkehrsfluss der Schiffe bei. Flüsse sind meistens nicht durchgängig barrierefrei, sodass Schiffe geschleust werden müssen. Hier entstehen wegen der begrenzten Aufnahmemöglichkeit in der Schleuse Rückstaus wartender Schiffe, die sich auch nachteilig auf den Verkehrsfluss auswirken. Ein Schiffsstau kommt wegen der großen zur Verfügung stehenden Verkehrsfläche sehr selten vor, außerdem besteht auf den Binnenwasserstraßen ein effektives Verkehrslenkungssystem, das die Schiffsführer frühzeitig auf Behinderungen aufmerksam macht.

## Interventionsmöglichkeiten
Möglichkeiten zur Verhinderung von Verkehrsstaus auf Wasserstraßen sind:
- kurzfristig bis mittelfristig:
  - Entzerrung des Verkehrs durch zu schaffende Sicherheitsabstände.
  - Steuerung des Verkehrs durch Verkehrstrennungsgebiete und sonstige bauliche Maßnahmen.
  - Vermeidung von zu großem Tiefgang durch Überladung.
- langfristig:
  - Vermeidung von häufigem Kreuzungsverkehr übriger Verkehrsarten an Brückenbauwerken
  - Neubau und Ausbau von Wasserstraßen und den zutreffenden Verkehrswegen
  - Verbreiterung oder Vertiefung der Fahrrinne bzw. Sanierungsmaßnahmen.
  - Erlass von Verkehrsbeschränkungen durch die zuständigen Behörden